# Mzimba
Mzimba est une ville du Malawi, située dans le district de Mzimba. Sa population était estimée en 2008 à 26 224 habitants.